# 西山俊樹
西山 俊樹（にしやま としき、Toshiki Nishiyama、Toshi Nishiyama、1947年10月16日 - ）は、日本のモーターサイクル（トライアル、モトクロス、エンデューロ、ラリー）ライダー、実業家。

## 来歴
幼少期から大学まで神奈川県横須賀市で過ごす。関東学院大学工学部機械工学科卒。父は全日本モーターサイクルクラブ連盟(MCFAJ)の創立に携わり、初代事務局長を務めた西山秀一。
1970年12月に渡英、1971年にイギリスのトライアルにほぼ1年間参加し、人脈を築くとともにルール、テクニック、セクション、コース、マシン、マネジメントなどについて学ぶ。
1972年1月に帰国。トライアルの正式なルールを日本国内に紹介し、またイギリスで得た人脈をもとに海外の著名ライダーと国内メーカーの橋渡し役をつとめた。

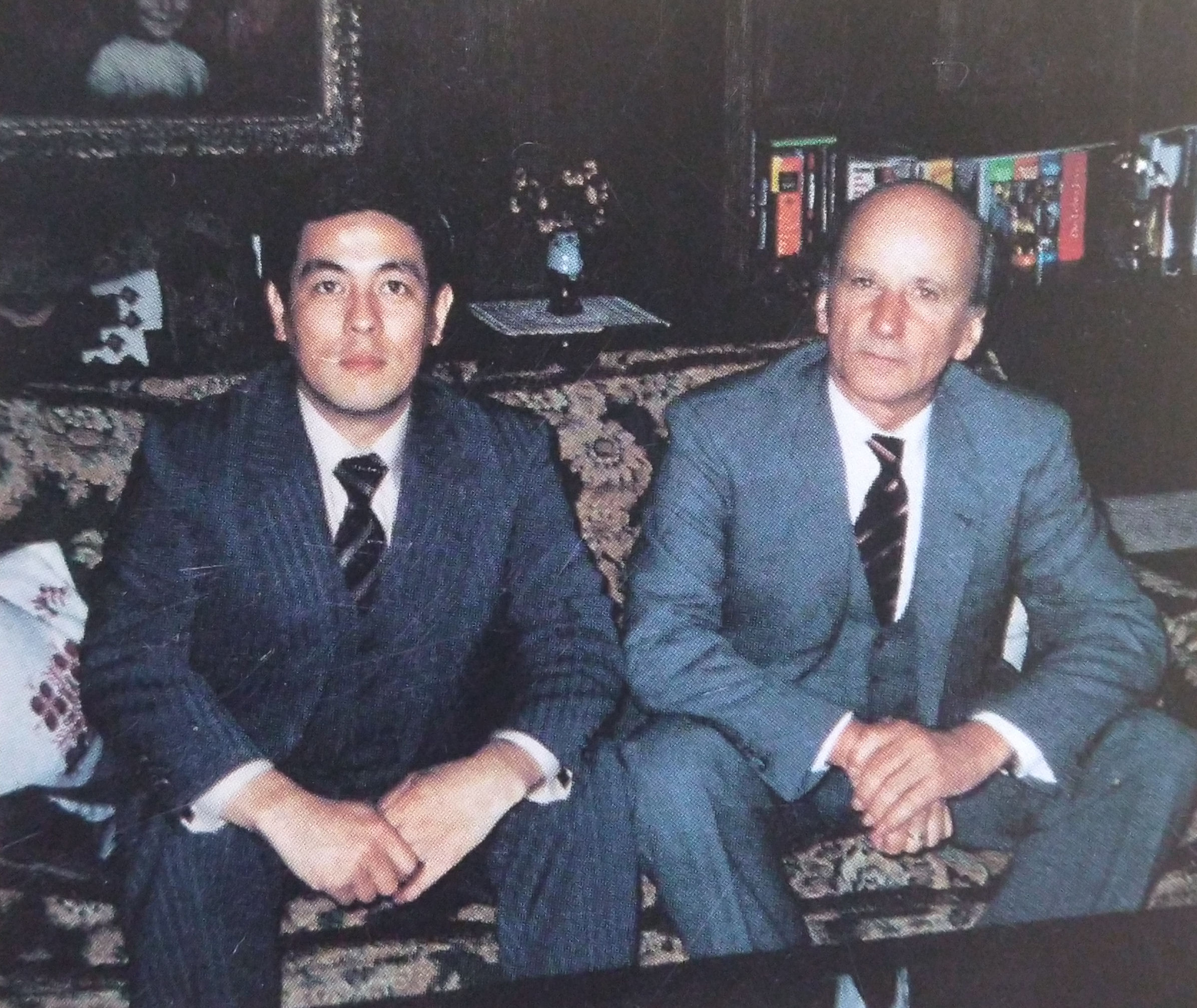
KTMのErich Trunkenpolz社長と(1985年頃)

帰国後は株式会社トシ・ニシヤマを設立。ブルタコ、アームストロング、マイコ、KTM、JCM、エルグレン、アピコなどの外国製オフロードバイクやオフロード用品を日本に輸入し紹介した。特にKTMは1983年にKTMのErich Trunkenpolz社長から要請を受け輸入元となり、2002年まで日本総代理店を務めた。

ISDT/ISDEには1971年に日本人として初出場し、1990年まで計10回出場。本来は国別・クラブ別でチームを作って戦う競技であるが、日本からの出場は長らく西山一人だけであり、国旗を持って一人だけで入場行進する姿は海外のレースファンの記憶に深く残ることとなった。2018年にイタリアで開催されたTrophee de Nationsに招聘され、海外のファンの前で久しぶりに雄姿を見せた。
また、モーターサイクルレスキュー連盟を設立し、2日から3日にかけて行うエンデューロレースやトライアル競技会を開催。日本国内に本格的なエンデューロレースのルールやコースを紹介し、本格的なエンデューロレースが普及するきっかけを作った。また海外の著名選手の招聘にも尽力し、オフロードレースの発展に貢献した。

## 主な出場レース

### 国内
- 1964 MCFAJ第1回全日本トライアル - 1位[2]
- 1966 MCFAJ第19回全日本モトクロス 125CC - 1位
- 1968 MCFAJ第25回全日本モトクロス 250CC - 1位
- 1981 MCFAJ第13回全日本トライアル - 1位[1]
- 1984 第1回インターナショナル2日間エンデューロ(苫小牧市) - 1位[5]
- 1985 第1回当麻エンデューロ - 1位
- 1985 第2回インターナショナル2日間エンデューロ(苫小牧市) - 1位
- 1986 第2回洞爺ビッグラン - 1位
- 1987 第4回インターナショナル2日間エンデューロ(北海道日高町) - 2位
- 1988 日高町エンデューロ - 1位

### 海外
SSDT
- 1971 (Montesa Cota 247) - ファーストクラスアワード[2]

- 1973 (Honda TL125) - ファーストクラスアワード
- 1974 (Honda TL145) - ファーストクラスアワード
- 1975 (Honda TL250) - ファーストクラスアワード
- 1976 (Bultaco Sherpa 325) - リタイヤ
- 1983 (Armstrong 310) - セカンドクラスアワード[6]
- 1999 Pre’65 Scottish Trial (BSA B40)

ISDT
- 1971 Isle of Man(YAMAHA RT350) - リタイヤ[2]

- 1976 Zeltweg, Austria (KTM) - シルバーメダル[7]
- 1977 Považská Bystrica, Czechoslovakia (KTM250GS) - リタイア
- 1980 Brioude, France (KTM250) - シルバーメダル

ISDE
- 1985 La Molina, Spain (KTM250GS) - ブロンズメダル
- 1986 San Pellegrino Terme, Italy (KTM350GS) - リタイア
- 1987 Jelenia Góra, Poland (KTM350EGS) - リタイア
- 1988 Mende, France (KTM250EGS) - ブロンズメダル
- 1989 Walldürn, Germany (KTM250EGS) - シルバーメダル[7]
- 1990 Västerås, Sweden (KTM250EGS) - リタイア

Trophee de Nations
- 2018  Montecampione,Italy (KTM250) - 完走

パリ－アルジェ－ダカール
- 1988 (KTM600GS) - 6日目リタイア[8]

インカ・ラリー
- 1986 (KTM600GS) - 特別完走賞[1]
- 1988 (KTM350GS) - 31位
- 1989 (KTM350GS) - 9位[9]
- 1990 (KTM350GS) - 10位（ベテランクラス優勝）

## 主催したレース・競技会
- インターナショナル2日間エンデューロ（第1回～第4回）… 後にHTDEに発展
- ハイランド3日間トライアル（第1回～第4回）

## 著書等
- 『これがトライアルだ』河北出版 1974/9/25
- 『オフロード入門』交通タイムス社 1982/1/1 ISBN 0276820118
- 『トライアル実践テクニック』講談社 1982/4/1 ISBN 4061257730
- 『トライアルサバイバルテクニック』講談社 1983/10  ISBN 9784062005692
- 『バイクと人間の極限』交通タイムス社 1984/7/25
- 『S.S.D.T.』 （ビデオ）